# مجزرة الجينة
مساء يوم الخميس 16 مارس 2017 قصفت طائرات حربية أمريكية مسجد عمر بن الخطاب في قرية الجينة بريف حلب الغربي أثناء أداء صلاة العشاء، وخلف هذا القصف ما لايقل عن 46 قتيلاً وعشرات الجرحى أغلبهم من المدنيين. ويُشار إلى أن قرية الجينة تسيطر عليها قوات المعارضة السورية.
وقال المرصد السوري لحقوق الإنسان إن: "42 شخصاً استشهدوا وقضوا، غالبيتهم من المواطنين المدنيين، جراء المجزرة التي نفذتها طائرات حربية التي استهدفت مسجداً في قرية الجينة الواقعة بجنوب غرب بلدة الأتارب في الريف الغربي لحلب، فيما لا يزال عدد الضحايا مرشحاً للارتفاع لوجود عشرات الجرحى والمفقودين، وبعض الجرحى حالاتهم خطرة.
وقالت مصادر المعارضة إن الطائرات قصفت البلدة بصواريخ فراغية وقنابل عنقودية محرمة دولياً، وهو ما يفسر الدمار الكبير الذي لحق بالأماكن المستهدفة. بينما ذكر ناشطون أن الطائرات تتبع للتحالف الدولي وقد أنطلقت من قاعدة أنجرليك في تركيا.

## تصريحات وردود فعل

### الولايات المتحدة
قال المتحدث باسم القيادة المركزية الأمريكية جون توماس «لم نستهدف مسجداً، في المبنى الذي استهدفناه كان هناك تجمع (لتنظيم القاعدة) يقع على نحو 15 مترا من مسجد لا يزال قائماً».
وأضاف أن الطيران الاميركي استهدف «تجمعا لتنظيم القاعدة في سوريا»، ما أدى إلى مقتل العديد من «الإرهابيين». وأوضح توماس انّ الموقع الدقيق لهذه الضربة غير واضح، مؤكدا انه سيتم فتح «تحقيق في الادعاءات بأنّ تلك الضربة قد تكون أدت إلى سقوط ضحايا مدنيين».

### روسيا
قال اللواء إيغور كوناشينكوف، الناطق باسم وزارة الدفاع الروسية، إن موسكو تنتظر من البنتاغون مزيدا من التوضيحات بشأن مقتل عشرات المدنيين بغارة على قرية الجينة.